# Пыльная
Пыльная (укр. Пильна) — село,
Лукьянцевский сельский совет,
Харьковский район,
Харьковская область, Украина.
Код КОАТУУ — 6325182307. Население по переписи 2001 года составляет 220 (95/125 м/ж) человек.

## Географическое положение
Село (первоначально деревня) Пыльная находится на правом берегу реки Липец (Липчик) в месте впадения в неё реки Липчик (правый приток),
выше по течению на расстоянии в 4 км расположено село Вергелевка (Белгородская область),
ниже по течению на расстоянии в 3 км расположено село Лукьянцы.
Село находится на границе с Россией.
Вокруг село расположены большие садовые массивы.

## История
- 1885 — дата основания
- В 1940 году, перед ВОВ, в Пыльной было 89 дворов, школа и ветряная мельница.[1]
- В 2022 году, после российского вторжения на Украину, село было под оккупацией Российской Федерации, в сентябре 2022 года село было освобождено в ходе украинского контрнаступления. 12 мая 2024 года, во время харьковского наступления, село было вновь оккупировано Россией[3].